# 24649 Balaklava
24649 Balaklava este un asteroid din centura principală de asteroizi.

## Descriere
24649 Balaklava este un asteroid din centura principală de asteroizi. A fost descoperit pe 19 septembrie 1985 la Observatorul de Astrofizică din Crimeea de Nikolai Cernîh și Liudmila Cernîh. Asteroidul prezintă o orbită caracterizată de o semiaxă mare de 3,18 ua, o excentricitate de 0,24 și o înclinație de 12,2° în raport cu ecliptica.